# 김태형 (1967년)
김태형(金泰亨, 1967년 9월 12일~)은 대한민국의 야구 선수 출신 지도자이다. 선수 시절 OB 베어스. 두산 베어스에서 포수로 활동했으며 현재 KBO 리그의 롯데 자이언츠 감독을 맡고 있다.

## 선수 경력

### OB 베어스
인천전문대를 중퇴하고 단국대 체육학과 편입 후 졸업해 1990년에 입단하며 1980년대를 주름잡던 팀의 포수 조범현, 김경문을 밀어내고 주전 포수 자리를 차지했다. 1990년대를 대표하는 최고의 수비형 포수 중 하나였고, 주전으로 활동하며 상대적으로 장타력이 좋은 박현영과 출장 시간을 이상적으로 배분했으며, 김인식이 감독으로 취임 후 일발 장타력을 인정받던 이도형까지 포수진에 가세한 덕분에 팀의 포수진은 현재까지도 내려오는 전통의 포수 왕국의 컬러를 확립했다. 공격력 부분에서 백업인 박현영, 이도형에 비해 열세였던 덕분에 특출난 시즌 성적을 기록하지는 못했으나 1995년 한국시리즈 우승에 크게 기여한 일등 공신이었다. 이후 국가대표 출신 초대형 포수 유망주 최기문, 진갑용, 홍성흔이 연달아 입단하며 그의 주전 포수 자리를 자연스럽게 세대 교체하는 시도가 진행됐는데 최기문을 밀어낸 진갑용이 타격, 수비 양쪽에서 부진을 거듭하며 확실한 후계자로 믿음을 주지 못했다.

### 두산 베어스
1999년부터 신인 열세로 평가받던 홍성흔이 의외로 주전 포수를 차지하며 홍성흔의 백업과 수비 강화를 위한 역할로 자연스럽게 세대 교체가 진행됐다. 2001년에 플레잉코치로 보직이 변경됐으며, 6경기 출장을 끝으로 은퇴했다.

## 지도자 경력

### 두산 베어스 코치
현역 마지막 시즌부터 플레잉 코치로 활동했고 다음 해에 은퇴하며 10년 동안 배터리코치로 활동했다. 홍성흔 이후 포수 자원인 용덕한, 양의지 등을 강인권 코치와 함께 프로에 안착시키는데 큰 영향을 미쳤다.김광수 감독대행 체제로 2011 시즌이 끝난 후 감독 후보군에 올랐지만, 당시 투수코치였던 김진욱이 신임 감독이 됨에 따라 팀을 떠나 SK 와이번스의 배터리코치로 옮겼다.

### SK 와이번스 코치
수비적으로는 아직 모자란 모습을 보였지만 포수보다 플래툰으로 많이 나왔던 이재원이 주전 포수로 발돋움할 수 있었던 데는 그의 공이 컸다. 3년간 배터리코치로 있다가 2015년에 당시 감독이었던 송일수가 성적 부진으로 경질되자 친정 팀으로 돌아와 감독을 맡았다.

### 두산 베어스 감독
취임식 때 그는 공격적인 야구를 선보이겠다는 포부를 밝혔다. 2015년 감독 부임 첫해 페넌트레이스 성적 79승 65패, 3위로 마쳤고 와일드카드 결정전에서 SK를 꺾고 올라온 넥센과의 준 플레이오프에서 4차전에 크게 뒤지던 경기를 7회부터 9회까지 연속 9득점을 올리며 7점 차 대역전승을 해 3승 1패를 기록하며 플레이오프에 진출했다. 이어 NC와의 플레이오프에서도 벼랑 끝에 몰렸으나 4차전 더스틴 니퍼트, 5차전 장원준의 활약으로 3승 2패로 NC를 꺾고 감독 부임 첫 해에 한국시리즈에 진출했다. 2015년 한국시리즈에서 1차전에 역전패를 당했으나 2차전부터 5차전을 내리 이기며 14년 만에 팀의 우승을 이끌었다. 이 우승으로 그는 역대 4번째로 감독 부임 첫 해에 우승을 이끈 주인공이 됐고, 이 공로로 2015년 시즌 감독상을 받았다. 1995년 현역 시절, 2001년 코치 시절, 2015년 감독 시절 우승해 한 팀에서 선수, 코치, 감독으로 모두 우승한 기록을 세웠다. 이후에도 2차례 더 팀을 KS 우승으로 이끌었으며, 7년 연속으로 한국시리즈에 진출시켰다.
2016년 5월 11일 SK와의 경기에서 통산 세 자릿수 승을 달성했다. 그러나 2020년대부터 스토브리그 FA 시즌마다 팀에서 이적하는 선수가 생기며 서서히 내리막을 걷기 시작했고, 2022년에는 9위로 추락하며 8년만에 포스트 시즌 진출에 실패했다. 결국 2022년 시즌 마감과 함께 계약이 만료됐고, 이승엽을 후임 감독으로 내정함에 따라 팀을 떠나게 됐다.

### 해설위원
2023년부터 2023년 10월 20일 전까지 SBS 스포츠의 야구 해설위원으로 활동했다.

### 롯데 자이언츠감독
2023년 10월 20일에 이종운 감독 대행의 후임으로 선임됐다.
2024년 시즌 부임 첫해는 7위를 하여, 팀이 7년 연속 포스트시즌 진출에 실패하였다.

## 출신 학교
- 서울화계초등학교
- 서울 신일중학교
- 신일고등학교
- 인천전문대학(중퇴) → 단국대학교[1]

## 통산 기록
| 연도 | 팀명   | 타율  | 경기 | 타수 | 득점 | 안타 | 2루타 | 3루타 | 홈런 | 루타 | 타점 | 도루 | 도실 | 볼넷 | 사구 | 삼진 | 병살 | 실책 |
| ---- | ------ | ----- | ---- | ---- | ---- | ---- | ----- | ----- | ---- | ---- | ---- | ---- | ---- | ---- | ---- | ---- | ---- | ---- |
| 1990 | OB     | 0.181 | 87   | 166  | 13   | 30   | 3     | 0     | 1    | 36   | 7    | 1    | 3    | 11   | 2    | 12   | 3    | 9    |
| 1991 | OB     | 0.226 | 88   | 199  | 17   | 45   | 8     | 0     | 1    | 56   | 24   | 3    | 2    | 14   | 1    | 13   | 4    | 5    |
| 1992 | OB     | 0.244 | 108  | 246  | 28   | 60   | 6     | 2     | 0    | 70   | 20   | 2    | 2    | 23   | 2    | 19   | 4    | 11   |
| 1993 | OB     | 0.277 | 107  | 242  | 22   | 67   | 14    | 2     | 1    | 88   | 27   | 1    | 0    | 15   | 2    | 14   | 5    | 5    |
| 1994 | OB     | 0.231 | 81   | 199  | 19   | 46   | 9     | 0     | 1    | 58   | 18   | 1    | 2    | 11   | 1    | 24   | 3    | 7    |
| 1995 | OB     | 0.216 | 93   | 194  | 20   | 42   | 12    | 0     | 1    | 57   | 19   | 1    | 1    | 7    | 3    | 26   | 4    | 7    |
| 1996 | OB     | 0.272 | 85   | 254  | 24   | 69   | 10    | 0     | 1    | 82   | 20   | 2    | 0    | 2    | 0    | 13   | 7    | 4    |
| 1997 | OB     | 0.267 | 42   | 86   | 7    | 23   | 4     | 0     | 2    | 33   | 9    | 0    | 0    | 4    | 1    | 12   | 1    | 1    |
| 1998 | OB     | 0.203 | 69   | 143  | 8    | 29   | 5     | 0     | 0    | 34   | 7    | 1    | 1    | 8    | 4    | 16   | 2    | 7    |
| 1999 | 두산   | 0.200 | 37   | 80   | 4    | 16   | 5     | 0     | 1    | 24   | 4    | 0    | 0    | 5    | 1    | 9    | 1    | 2    |
| 2000 | 두산   | 0.174 | 24   | 23   | 0    | 4    | 0     | 0     | 0    | 4    | 2    | 0    | 1    | 0    | 0    | 5    | 3    | 0    |
| 2001 | 두산   | 0.333 | 6    | 3    | 1    | 1    | 0     | 0     | 0    | 1    | 0    | 0    | 0    | 0    | 0    | 1    | 0    | 0    |
| 통산 | 12시즌 | 0.235 | 827  | 1835 | 163  | 432  | 76    | 4     | 9    | 543  | 157  | 12   | 12   | 100  | 17   | 164  | 37   | 58   |

## 감독 통산 성적
| 승    | 날짜        | 장소 | 소속팀 | 상대팀 | 경기 결과 | 결승타 | 승리 투수 | 승패 | 달성 당시 나이 | 기타 | 각주 |
| 500승 | 2020. 10. 3 |      | 두산   | KIA    |           |        |           |      |                |      |      |